# Eleição federal na Alemanha Ocidental em 1949
As eleições federais na Alemanha Ocidental foram realizadas a 14 de Agosto de 1949. 
Estas foram as primeiras eleições democráticas em território alemão desde 1933, e também as primeiras desde do fim da Segunda Guerra Mundial e da ocupação da Alemanha.
Após as eleições, Konrad Adenauer, líder da União Democrata-Cristã, formou um governo de coligação com o Partido Democrático Liberal e o Partido Alemão, além, da União Social-Cristã, partido irmão da União Democrata-Cristã.

## Partidos Concorrentes
| Partido | Partido                                   | Partido                                   | Líder                              | Ideologia                                 | Espectro                 |
| ------- | ----------------------------------------- | ----------------------------------------- | ---------------------------------- | ----------------------------------------- | ------------------------ |
|         |                                           | União Democrata-Cristã                    | Konrad Adenauer                    | Democracia cristã                         | Centro-direita           |
|         | União Social-Cristã                       | Josef Müller                              | Conservadorismo, Regionalismo      | Centro-direita                            |                          |
| A União | A União                                   | Konrad Adenauer                           | Democracia cristã, Conservadorismo | Centro-direita                            |                          |
|         | Partido Social-Democrata                  | Partido Social-Democrata                  | Kurt Schumacher                    | Socialismo democrático, Marxismo          | Centro-esquerda/Esquerda |
|         | Partido Democrático Liberal               | Partido Democrático Liberal               | Franz Blücher                      | Liberalismo clássico                      | Centro                   |
|         | Partido Comunista                         | Partido Comunista                         | Max Reimann                        | Comunismo, Marxismo-Leninismo             | Extrema-esquerda         |
|         | Partido da Baviera                        | Partido da Baviera                        | Joseph Baumgartner                 | Nacionalismo bávaro                       | Centro-direita           |
|         | Partido Alemão                            | Partido Alemão                            | Heinrich Hellwege                  | Conservadorismo nacional                  | Direita                  |
|         | Partido do Centro Alemão                  | Partido do Centro Alemão                  | Carl Spiecker                      | Conservadorismo                           | Centro-direita           |
|         | Liga da Reconstrução Económica            | Liga da Reconstrução Económica            | Alfred Loritz                      | Populismo de direita, Federalismo         | Direita                  |
|         | Partido Conservador Alemão                | Partido Conservador Alemão                | Fritz Rössler                      | Neonazismo, Conservadorismo nacional      | Extrema-direita          |
|         | Partido Radical Social da Liberdade       | Partido Radical Social da Liberdade       | Willi Eberlein                     | Liberalismo social, Libertarismo          | Centro                   |
|         | Federação de Votantes de Schleswig do Sul | Federação de Votantes de Schleswig do Sul | Hermann Clausen                    | Regionalismo, Interesses das minorias     | Centro                   |
|         | Movimento Popular Europeu da Alemanha     | Movimento Popular Europeu da Alemanha     |                                    | Nacionalismo alemão, Populismo de direita | Direita                  |
|         | Partido Popular da Renânia-Vestfália      | Partido Popular da Renânia-Vestfália      | Hans Koch                          | Regionalismo                              | Centro                   |

## Resultados Oficiais
| Partido                 | Partido                                   | Partido                                   | Votos          | %               | Distrito eleitoral | Lista de partido | Deputados |
| Partido                 | Partido                                   | Partido                                   | Votos          | %               | Deputados          | Deputados        | Deputados |
| ----------------------- | ----------------------------------------- | ----------------------------------------- | -------------- | --------------- | ------------------ | ---------------- | --------- |
|                         |                                           | União Democrata-Cristã                    | 5 978 636      | 25,19 / 100,00  | 91 / 242           | 24 / 160         | 115 / 402 |
|                         | União Social-Cristã                       | 1 380 448                                 | 5,82 / 100,00  | 24 / 240        | 0 / 160            | 24 / 402         |           |
| A União                 | A União                                   | 7 359 8084                                | 31,01 / 100,00 | 115 / 240       | 24 / 160           | 139 / 402        |           |
|                         | Partido Social-Democrata                  | Partido Social-Democrata                  | 6 934 975      | 29,22 / 100,00  | 96 / 242           | 35 / 160         | 131 / 402 |
|                         | Partido Democrático Liberal               | Partido Democrático Liberal               | 2 829 920      | 11,92 / 100,00  | 12 / 240           | 40 / 160         | 52 / 402  |
|                         | Partido Comunista                         | Partido Comunista                         | 1 361 706      | 5,74 / 100,00   | 0 / 240            | 15 / 160         | 15 / 402  |
|                         | Partido da Baviera                        | Partido da Baviera                        | 986 478        | 4,16 / 100,00   | 11 / 242           | 6 / 160          | 17 / 402  |
|                         | Partido Alemão                            | Partido Alemão                            | 939 934        | 3,96 / 100,00   | 5 / 242            | 12 / 160         | 17 / 402  |
|                         | Partido do Centro Alemão                  | Partido do Centro Alemão                  | 727 505        | 3,07 / 100,00   | 0 / 242            | 10 / 160         | 10 / 402  |
|                         | Liga da Reconstrução Económica            | Liga da Reconstrução Económica            | 681 888        | 2,87 / 100,00   | 0 / 242            | 12 / 160         | 12 / 402  |
|                         | Partido Conservador Alemão                | Partido Conservador Alemão                | 429 031        | 1,81 / 100,00   | 0 / 242            | 5 / 160          | 5 / 402   |
|                         | Partido Radical Social da Liberdade       | Partido Radical Social da Liberdade       | 216 749        | 0,91 / 100,00   | 0 / 242            | 0 / 160          | 0 / 402   |
|                         | Federação de Votantes de Schleswig do Sul | Federação de Votantes de Schleswig do Sul | 75 388         | 0,32 / 100,00   | 0 / 242            | 1 / 160          | 1 / 402   |
|                         | Movimento Popular Europeu da Alemanha     | Movimento Popular Europeu da Alemanha     | 26 162         | 0,11 / 100,00   | 0 / 242            | 0 / 160          | 0 / 402   |
|                         | Partido Popular da Renânia-Vestfália      | Partido Popular da Renânia-Vestfália      | 21 931         | 0,09 / 100,00   | 0 / 242            | 0 / 160          | 0 / 402   |
|                         | Candidatos Independente                   | Candidatos Independente                   | 1 141 647      | 4,81 / 100,00   | 3 / 242            |                  | 3 / 402   |
| Votos inválidos         | Votos inválidos                           | Votos inválidos                           | 763 216        | 3,12 / 100,00   |                    |                  |           |
| Total                   | Total                                     | Total                                     | 24 495 614     | 100,00 / 100,00 | 242 / 242          | 160 / 160        | 402 / 402 |
| Eleitorado/Participação | Eleitorado/Participação                   | Eleitorado/Participação                   | 31 207 620     | 78,49 / 100,00  |                    |                  |           |

## Resultados por Estado federal
| Estado                     | %       | D       | %    | D   | %    | D   | %   | D   | %    | D  | %    | D  | %   | D   | %    | D   | %   | D   | %   | D   | %    | D   | D   | Votantes   |
| Estado                     | CDU CSU | CDU CSU | SPD  | SPD | FDP  | FDP | KPD | KPD | BP   | BP | DP   | DP | DZP | DZP | WAV  | WAV | DKP | DKP | SSW | SSW | IND  | IND | D   | Votantes   |
| -------------------------- | ------- | ------- | ---- | --- | ---- | --- | --- | --- | ---- | -- | ---- | -- | --- | --- | ---- | --- | --- | --- | --- | --- | ---- | --- | --- | ---------- |
| Estado                     |         |         |      |     |      |     |     |     |      |    |      |    |     |     |      |     |     |     |     |     |      |     | D   | Votantes   |
| Baden                      | 51,1    | 7       | 23,7 | 3   | 17,4 | 2   | 4,2 | -   | -    | -  | -    | -  | -   | -   | -    | -   | -   | -   | -   | -   | -    | -   | 12  | 570 329    |
| Württemberg-Baden          | 31,0    | 12      | 25,2 | 10  | 18,2 | 7   | 7,4 | 2   | -    | -  | -    | -  | -   | -   | -    | -   | -   | -   | -   | -   | 18,0 | 2   | 33  | 1 825 339  |
| Württemberg-Hohenzollern   | 59,1    | 7       | 18,9 | 2   | 15,3 | 1   | 5,3 | -   | -    | -  | -    | -  | -   | -   | -    | -   | -   | -   | -   | -   | -    | -   | 10  | 469 196    |
| Baviera                    | 29,2    | 24      | 22,7 | 18  | 8,5  | 7   | 4,1 | -   | 20,9 | 17 | -    | -  | -   | -   | 14,4 | 12  | -   | -   | -   | -   | 0,1  | -   | 78  | 4 851 576  |
| Bremen                     | 16,9    | 1       | 34,4 | 3   | 12,9 | -   | 6,8 | -   | -    | -  | 18,0 | 1  | -   | -   | -    | -   | -   |     | -   | -   | 9,0  | -   | 5   | 310 980    |
| Hamburgo                   | 19,7    | 3       | 39,6 | 6   | 15,8 | 2   | 8,5 | 1   | -    | -  | 13,1 | 1  | -   | -   | -    | -   | 1,2 | -   | -   | -   | 0,5  | -   | 13  | 926 435    |
| Hesse                      | 21,4    | 9       | 32,1 | 13  | 28,1 | 12  | 6,7 | 2   | -    | -  | -    | -  | -   | -   | -    | -   | -   | -   | -   | -   | 11,8 | -   | 36  | 2 247 390  |
| Baixa Saxônia              | 17,6    | 12      | 33,4 | 24  | 7,5  | 5   | 3,1 | -   | -    | -  | 17,8 | 12 | 3,4 | -   | -    | -   | 8,1 | 5   | -   | -   | 8,1  | -   | 58  | 3 439 964  |
| Renânia do Norte-Vestfália | 36,9    | 43      | 31,4 | 37  | 8,6  | 10  | 7,6 | 9   | -    | -  | -    | -  | 8,9 | 10  | -    | -   | 1,8 | -   | -   | -   | 2,3  | -   | 109 | 6 909 719  |
| Renânia-Palatinado         | 49,0    | 13      | 28,6 | 7   | 15,8 | 4   | 6,2 | 1   | -    | -  | -    | -  | -   | -   | -    | -   | -   | -   | -   | -   | 0,3  | -   | 25  | 1 513 756  |
| Schleswig-Holstein         | 30,7    | 8       | 29,6 | 8   | 7,4  | 2   | 3,1 | -   | -    | -  | 12,1 | 3  | 0,9 | -   | -    | -   | 1,9 | -   | 5,4 | 1   | 7,6  | 1   | 23  | 1 431 020  |
| Alemanha Ocidental         | 31,0    | 139     | 29,2 | 131 | 11,9 | 52  | 5,7 | 15  | 4,2  | 17 | 4,0  | 17 | 3,1 | 10  | 2,9  | 12  | 1,8 | 5   | 0,3 | 1   | 4,8  | 3   | 402 | 24 495 614 |

#### Baden
| Partido                 | Partido                               | Votos   | %             | Deputados |
| ----------------------- | ------------------------------------- | ------- | ------------- | --------- |
|                         | União Democrata-Cristã                | 277 276 | 51,1 / 100,0  | 7 / 12    |
|                         | Partido Social-Democrata              | 128 599 | 23,7 / 100,0  | 3 / 12    |
|                         | Partido Democrático Liberal           | 94 612  | 17,4 / 100,0  | 2 / 12    |
|                         | Partido Comunista                     | 22 755  | 4,2 / 100,0   | 0 / 12    |
|                         | Movimento Popular Europeu da Alemanha | 19 481  | 3,6 / 100,0   | 0 / 12    |
| Votos Inválidos         | Votos Inválidos                       | 27 606  | 4,8 / 100,0   |           |
| Total                   | Total                                 | 570 329 | 100,0 / 100,0 | 12 / 12   |
| Eleitorado/Participação | Eleitorado/Participação               | 813 924 | 70,1 / 100,0  |           |

#### Württemberg-Baden
| Partido                 | Partido                             | Votos     | %             | Deputados |
| ----------------------- | ----------------------------------- | --------- | ------------- | --------- |
|                         | União Democrata-Cristã              | 542 588   | 31,0 / 100,0  | 12 / 33   |
|                         | Partido Social-Democrata            | 441 237   | 25,2 / 100,0  | 10 / 33   |
|                         | Partido Democrático Liberal         | 318 498   | 18,2 / 100,0  | 7 / 33    |
|                         | Partido Comunista                   | 129 283   | 7,4 / 100,0   | 2 / 33    |
|                         | Partido Radical Social da Liberdade | 2 428     | 0,1 / 100,0   | 0 / 33    |
|                         | Candidatos Independentes            | 315 237   | 18,0 / 100,0  | 2 / 33    |
| Votos Inválidos         | Votos Inválidos                     | 76 068    | 4,2 / 100,0   |           |
| Total                   | Total                               | 1 825 339 | 100,0 / 100,0 | 33 / 33   |
| Eleitorado/Participação | Eleitorado/Participação             | 2 517 274 | 70,1 / 100,0  |           |

#### Württemberg-Hohenzollern
| Partido                 | Partido                               | Votos   | %             | Deputados |
| ----------------------- | ------------------------------------- | ------- | ------------- | --------- |
|                         | União Democrata-Cristã                | 267 964 | 59,1 / 100,0  | 7 / 10    |
|                         | Partido Social-Democrata              | 85 670  | 18,9 / 100,0  | 2 / 10    |
|                         | Partido Democrático Liberal           | 69 271  | 15,3 / 100,0  | 1 / 10    |
|                         | Partido Comunista                     | 23 873  | 5,3 / 100,0   | 0 / 10    |
|                         | Movimento Popular Europeu da Alemanha | 6 681   | 1,5 / 100,0   | 0 / 10    |
| Votos Inválidos         | Votos Inválidos                       | 15 737  | 3,4 / 100,0   |           |
| Total                   | Total                                 | 469 196 | 100,0 / 100,0 | 10 / 10   |
| Eleitorado/Participação | Eleitorado/Participação               | 725 732 | 64,7 / 100,0  |           |

#### Baviera
| Partido                 | Partido                        | Votos     | %             | Deputados |
| ----------------------- | ------------------------------ | --------- | ------------- | --------- |
|                         | União Social-Cristã            | 1 380 448 | 29,2 / 100,0  | 24 / 78   |
|                         | Partido Social-Democrata       | 1 075 416 | 22,7 / 100,0  | 18 / 78   |
|                         | Partido da Baviera             | 986 478   | 20,9 / 100,0  | 17 / 78   |
|                         | Liga da Reconstrução Económica | 681 888   | 14,4 / 100,0  | 12 / 78   |
|                         | Partido Democrático Liberal    | 404 145   | 8,5 / 100,0   | 7 / 78    |
|                         | Partido Comunista              | 195 852   | 4,1 / 100,0   | 0 / 78    |
|                         | Candidatos Independentes       | 3 396     | 0,1 / 100,0   | 0 / 78    |
| Votos Inválidos         | Votos Inválidos                | 123 953   | 2,6 / 100,0   |           |
| Total                   | Total                          | 4 851 576 | 100,0 / 100,0 | 78 / 78   |
| Eleitorado/Participação | Eleitorado/Participação        | 5 984 175 | 81,1 / 100,0  |           |

#### Bremen
| Partido                 | Partido                             | Votos   | %             | Deputados |
| ----------------------- | ----------------------------------- | ------- | ------------- | --------- |
|                         | Partido Social-Democrata            | 104 509 | 34,4 / 100,0  | 3 / 5     |
|                         | Partido Alemão                      | 54 569  | 18,0 / 100,0  | 1 / 5     |
|                         | União Democrata-Cristã              | 51 290  | 16,9 / 100,0  | 1 / 5     |
|                         | Partido Democrático Liberal         | 39 228  | 12,9 / 100,0  | 0 / 5     |
|                         | Partido Comunista                   | 20 530  | 6,8 / 100,0   | 0 / 5     |
|                         | Partido Radical Social da Liberdade | 6 446   | 2,1 / 100,0   | 0 / 5     |
|                         | Candidatos Independentes            | 27 293  | 9,0 / 100,0   | 0 / 5     |
| Votos Inválidos         | Votos Inválidos                     | 7 115   | 2,3 / 100,0   |           |
| Total                   | Total                               | 310 980 | 100,0 / 100,0 | 5 / 5     |
| Eleitorado/Participação | Eleitorado/Participação             | 379 839 | 81,9 / 100,0  |           |

#### Hamburgo
| Partido                 | Partido                             | Votos     | %             | Deputados |
| ----------------------- | ----------------------------------- | --------- | ------------- | --------- |
|                         | Partido Social-Democrata            | 358 873   | 39,6 / 100,0  | 6 / 13    |
|                         | União Democrata-Cristã              | 178 786   | 19,7 / 100,0  | 3 / 13    |
|                         | Partido Democrático Liberal         | 143 371   | 15,8 / 100,0  | 2 / 13    |
|                         | Partido Alemão                      | 118 583   | 13,1 / 100,0  | 1 / 13    |
|                         | Partido Comunista                   | 76 747    | 8,5 / 100,0   | 1 / 13    |
|                         | Partido Radical Social da Liberdade | 13 830    | 1,5 / 100,0   | 0 / 13    |
|                         | Partido Conservador Alemão          | 10 838    | 1,2 / 100,0   | 0 / 13    |
|                         | Candidatos Independentes            | 4 416     | 0,5 / 100,0   | 0 / 13    |
| Votos Inválidos         | Votos Inválidos                     | 20 991    | 2,3 / 100,0   |           |
| Total                   | Total                               | 926 435   | 100,0 / 100,0 | 13 / 13   |
| Eleitorado/Participação | Eleitorado/Participação             | 1 141 214 | 81,2 / 100,0  |           |

#### Hesse
| Partido                 | Partido                     | Votos     | %             | Deputados |
| ----------------------- | --------------------------- | --------- | ------------- | --------- |
|                         | Partido Social-Democrata    | 684 042   | 32,1 / 100,0  | 13 / 36   |
|                         | Partido Democrático Liberal | 597 081   | 28,1 / 100,0  | 12 / 36   |
|                         | União Democrata-Cristã      | 454 437   | 21,4 / 100,0  | 9 / 36    |
|                         | Partido Comunista           | 142 539   | 6,7 / 100,0   | 2 / 36    |
|                         | Candidatos Independentes    | 250 179   | 11,8 / 100,0  | 0 / 36    |
| Votos Inválidos         | Votos Inválidos             | 119 112   | 5,3 / 100,0   |           |
| Total                   | Total                       | 2 247 390 | 100,0 / 100,0 | 36 / 36   |
| Eleitorado/Participação | Eleitorado/Participação     | 2 906 329 | 77,3 / 100,0  |           |

#### Baixa Saxônia
| Partido                 | Partido                             | Votos     | %             | Deputados |
| ----------------------- | ----------------------------------- | --------- | ------------- | --------- |
|                         | Partido Social-Democrata            | 1 125 295 | 33,4 / 100,0  | 24 / 58   |
|                         | Partido Alemão                      | 597 542   | 17,8 / 100,0  | 12 / 58   |
|                         | União Democrata-Cristã              | 593 691   | 17,6 / 100,0  | 12 / 58   |
|                         | Partido Conservador Alemão          | 273 129   | 8,1 / 100,0   | 5 / 58    |
|                         | Partido Democrático Liberal         | 252 141   | 7,5 / 100,0   | 5 / 58    |
|                         | Partido do Centro Alemão            | 113 464   | 3,4 / 100,0   | 0 / 58    |
|                         | Partido Comunista                   | 104 132   | 3,1 / 100,0   | 0 / 58    |
|                         | Partido Radical Social da Liberdade | 33 275    | 1,0 / 100,0   | 0 / 58    |
|                         | Candidatos Independentes            | 273 296   | 8,1 / 100,0   | 0 / 58    |
| Votos Inválidos         | Votos Inválidos                     | 73 999    | 2,2 / 100,0   |           |
| Total                   | Total                               | 3 439 964 | 100,0 / 100,0 | 58 / 58   |
| Eleitorado/Participação | Eleitorado/Participação             | 4 425 610 | 77,7 / 100,0  |           |

#### Renânia do Norte-Vestfália
| Partido                 | Partido                              | Votos     | %             | Deputados |
| ----------------------- | ------------------------------------ | --------- | ------------- | --------- |
|                         | União Democrata-Cristã               | 2 481 523 | 36,9 / 100,0  | 43 / 109  |
|                         | Partido Social-Democrata             | 2 109 172 | 31,4 / 100,0  | 37 / 109  |
|                         | Partido do Centro Alemão             | 601 435   | 8,9 / 100,0   | 10 / 109  |
|                         | Partido Democrático Liberal          | 581 456   | 8,6 / 100,0   | 10 / 109  |
|                         | Partido Comunista                    | 513 225   | 7,6 / 100,0   | 9 / 109   |
|                         | Partido Radical Social da Liberdade  | 142 648   | 2,1 / 100,0   | 0 / 109   |
|                         | Partido Conservador Alemão           | 117 998   | 1,8 / 100,0   | 0 / 109   |
|                         | Partido Popular da Renânia-Vestfália | 21 931    | 0,3 / 100,0   | 0 / 109   |
|                         | Candidatos Independentes             | 157 155   | 2,3 / 100,0   | 0 / 109   |
| Votos Inválidos         | Votos Inválidos                      | 183 176   | 2,7 / 100,0   |           |
| Total                   | Total                                | 6 909 719 | 100,0 / 100,0 | 109 / 109 |
| Eleitorado/Participação | Eleitorado/Participação              | 8 681 794 | 79,6 / 100,0  |           |

#### Renânia-Palatinado
| Partido                 | Partido                     | Votos     | %             | Deputados |
| ----------------------- | --------------------------- | --------- | ------------- | --------- |
|                         | União Democrata-Cristã      | 702 125   | 49,0 / 100,0  | 13 / 25   |
|                         | Partido Social-Democrata    | 408 905   | 28,6 / 100,0  | 7 / 25    |
|                         | Partido Democrático Liberal | 226 625   | 15,8 / 100,0  | 4 / 25    |
|                         | Partido Comunista           | 89 026    | 6,2 / 100,0   | 1 / 25    |
|                         | Candidatos Independentes    | 4 875     | 0,3 / 100,0   | 0 / 25    |
| Votos Inválidos         | Votos Inválidos             | 82 200    | 5,4 / 100,0   |           |
| Total                   | Total                       | 1 513 756 | 100,0 / 100,0 | 25 / 25   |
| Eleitorado/Participação | Eleitorado/Participação     | 1 900 797 | 79,6 / 100,0  |           |

#### Schleswig-Holstein
| Partido                 | Partido                                   | Votos     | %             | Deputados |
| ----------------------- | ----------------------------------------- | --------- | ------------- | --------- |
|                         | União Democrata-Cristã                    | 428 956   | 30,7 / 100,0  | 8 / 23    |
|                         | Partido Social-Democrata                  | 413 257   | 29,6 / 100,0  | 8 / 23    |
|                         | Partido Alemão                            | 169 240   | 12,1 / 100,0  | 3 / 23    |
|                         | Partido Democrático Liberal               | 103 492   | 7,4 / 100,0   | 2 / 23    |
|                         | Federação de Votantes de Schleswig do Sul | 75 388    | 5,4 / 100,0   | 1 / 23    |
|                         | Partido Comunista                         | 43 744    | 3,1 / 100,0   | 0 / 23    |
|                         | Partido Conservador Alemão                | 27 066    | 1,9 / 100,0   | 0 / 23    |
|                         | Partido Radical Social da Liberdade       | 18 122    | 1,3 / 100,0   | 0 / 23    |
|                         | Partido do Centro Alemão                  | 12 606    | 0,9 / 100,0   | 0 / 23    |
|                         | Candidatos Independentes                  | 105 800   | 7,6 / 100,0   | 1 / 23    |
| Votos Inválidos         | Votos Inválidos                           | 33 349    | 2,3 / 100,0   |           |
| Total                   | Total                                     | 1 431 020 | 100,0 / 100,0 | 23 / 23   |
| Eleitorado/Participação | Eleitorado/Participação                   | 1 731 022 | 82,7 / 100,0  |           |